# Światowe Spotkanie Rodzin

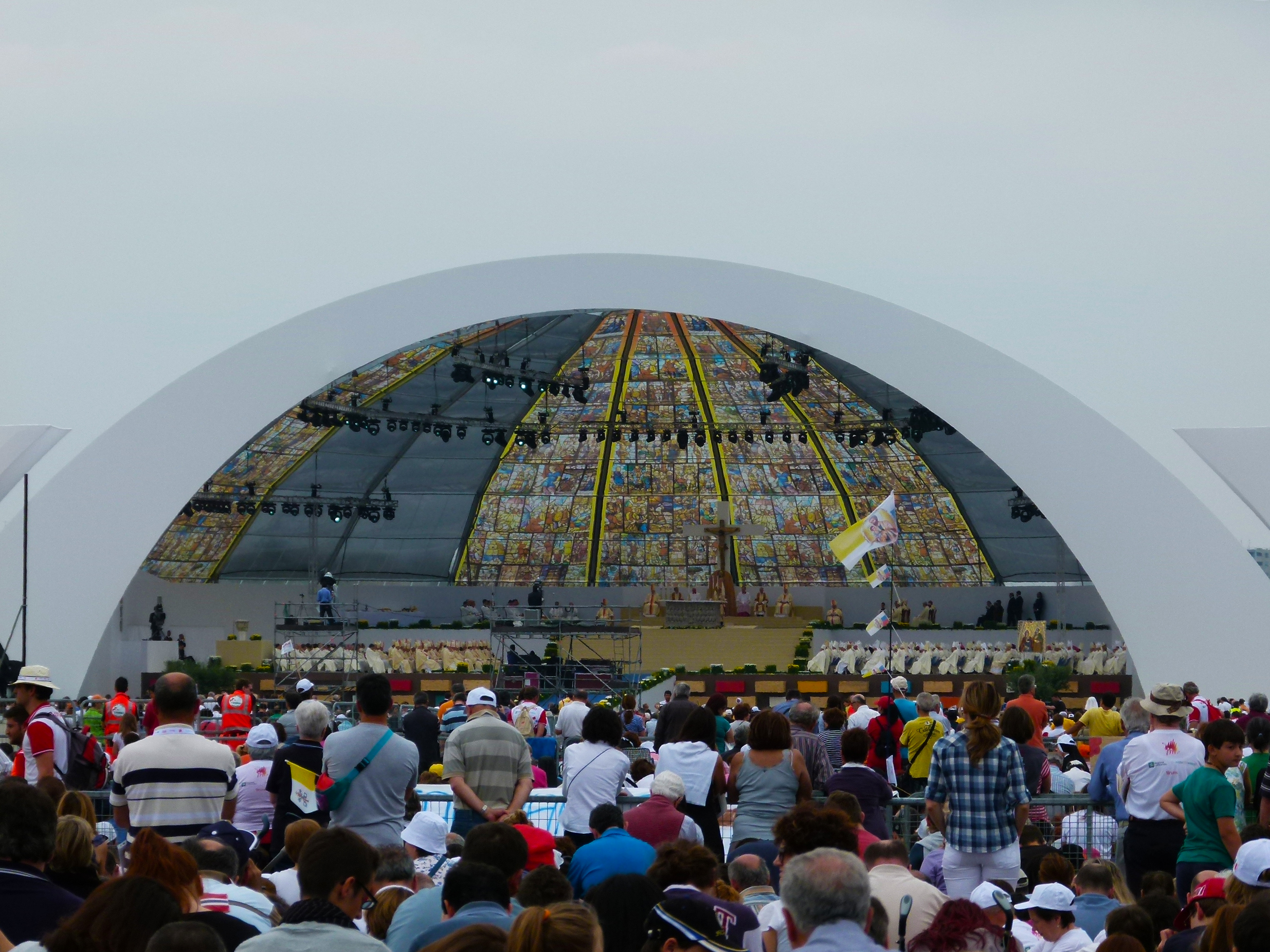
Msza podczas VII Światowego Spotkania Rodzin Mediolan, 2012

Światowe Spotkanie Rodzin – spotkanie katolickich rodzin z całego świata z papieżem, organizowane przez Papieską Radę ds. Rodziny. Inicjatorem tych spotkań był papież Jan Paweł II. Odbywają się co trzy lata, a każde jest poprzedzone międzynarodowym sympozjum teologiczno-duszpasterskim. Głównym celem zwoływania przez papieża ŚSR jest prowadzenie dialogu, ukazywanie roli rodziny w ewangelizacji i umocnienie tożsamości rodziny.

## Dotychczasowe ŚSR
I Światowe Spotkanie Rodzin – Rzym. Odbyło się w dniach 8-9 października 1994 roku pod hasłem "Rodzina sercem cywilizacji miłości". Miały być uwieńczeniem obchodzonego w tym czasie Roku Rodziny. Jan Paweł II spotkał się na Placu św. Piotra z ponad 200 tys. osób ze 130 krajów świata. Papież mówił o wartościach, którymi powinna odznaczać się każda chrześcijańska rodzina, czyli tzw. "ewangelii miłości". Wysłuchał także świadectw ludzi z różnych stron świata i apelu Matki Teresy z Kalkuty w sprawie ochrony życia poczętego.
II Światowe Spotkanie Rodzin – Rio de Janeiro. Odbyły się w dniach 1-6 października 1997 roku pod hasłem "Rodzina: dar i zobowiązanie, nadzieja ludzkości". Do Rio de Janeiro przybyło ponad 150 tys. osób z 205 krajów świata. We mszy w parku Aterro do Flamengo, w której uczestniczyły 2 miliony ludzi, Jan Paweł II podkreślił nierozerwalność małżeństwa.
III Światowe Spotkanie Rodzin – Rzym. Spotkanie zorganizowane ponownie w Rzymie z okazji Wielkiego Jubileuszu w dniach 11-15 października 2000. Hasłem III ŚSR były słowa: "Dzieci są wiosną rodziny i społeczeństwa". W mszy na placu św. Piotra dla 250 tysięcy wiernych papież Jan Paweł II mówił o roli małżeństwa i rodziny w Kościele.
IV Światowe Spotkanie Rodzin – Manila. Spotkanie zorganizowane w dniach 25-28 stycznia 2003 roku pod hasłem: "Rodzina chrześcijańska dobrą nowiną dla trzeciego tysiąclecia" odbyło się bez osobistej obecności Jana Pawła II. Z uczestnikami spotkań łączył się drogą satelitarną. Mszę w Rizal Park dla 700 tysięcy osób z ponad 75 krajów świata w imieniu papieża odprawił przewodniczący Papieskiej Rady do spraw Rodziny kardynał Alfonso Lopez Trujillo.
V Światowe Spotkanie Rodzin – Walencja. Odbyło się w dniach 1-9 lipca 2006 roku pod hasłem: "Przekazywanie wiary w Rodzinie". W centralnej mszy, odprawianej na terenie kompleksu Miasta Sztuki i Nauk z udziałem 2 milionów pielgrzymów, papież Benedykt XVI mówił o przekazywaniu wiary, chrześcijańskim wychowywaniu dzieci. Papież dodał też: "Rodzina oparta na nierozerwalnym małżeństwie między mężczyzną i kobietą jest środowiskiem, w którym człowiek może narodzić się godnie i rozwijać w sposób integralny."
VI Światowe Spotkanie Rodzin – Meksyk. Odbyło się w dniach 14-18 stycznia 2009 roku w mieście Meksyk w Meksyku. Hasłem tego spotkania było: "Rodzina szkołą wartości ludzkich i chrześcijańskich". W centralnych uroczystościach, które miały miejsce w sanktuarium Matki Bożej z Guadalupe uczestniczyło 1 000 000 wiernych z 98 krajów świata. Legatem papieskim na to spotkanie był kardynał Tarcisio Bertone Sekretarz Stanu Stolicy Apostolskiej. Benedykt XVI z powodów zdrowotnych nie mógł być obecny. Jednak łączył się duchowo z Meksykiem i podczas mszy na zakończenie spotkania przemówił za pomocą łączy satelitarnych.
VII Światowe Spotkanie Rodzin – Mediolan. Odbyło się w Mediolanie we Włoszech w dniach 30 maja-3 czerwca 2012 z udziałem papieża Benedykta XVI. Motto tego spotkania brzmiało: Rodzina - praca i świętowanie. W dniach 30 maja-1 czerwca odbył się kongres duszpasterski. Spotkanie z dziećmi i młodzieżą na stadionie San Siro zgromadziło 80 tysięcy uczestników, a w sobotnim wieczornym czuwaniu rodzin wzięło udział około 300 tysięcy osób, msza w Parco di Bresso z grupą 850 tysięcy uczestników zakończyła spotkanie.
VIII Światowe Spotkanie Rodzin – Filadelfia. Odbyło się w dniach 22-27 września 2015 w Filadelfii w Stanach Zjednoczonych. Hasłem przewodnim było "Miłość jest nasza misją: rodzina pełnią życia". Papież Franciszek przypomniał, że zasadniczą misją chrześcijańskiej rodziny jest od zawsze głoszenie światu, dzięki mocy sakramentu małżeństwa, Bożej miłości. Refleksja nad tym zadaniem stała w centrum ostatniego zgromadzenia Synodu Biskupów. Papież zwrócił uwagę, by codziennie otwierać się na działanie Ducha Świętego i w pełnieniu misji miłości nie nastawiać się na spektakularne działanie. Miłość rozsiewa się małymi gestami. Tych małych gestów uczymy się w domu, w rodzinie. Abp Vincenzo Paglia, przewodniczący Papieskiej Rady ds. Rodziny ogłosił, że kolejne IX Światowe Spotkanie Rodzin odbędzie się za trzy lata, w 2018 r., w Dublinie w Irlandii. 
IX Światowe Spotkanie Rodzin – Dublin. Na zakończenie Światowego Spotkania Rodzin 27 września 2015 Franciszek ogłosił, że organizatorem następnego spotkania w 2018 roku będzie Dublin w Irlandii.
X Światowe Spotkanie Rodzin – Rzym. „Ojcze Święty, z wielką radością ogłaszam całemu światu twoją decyzję o zorganizowaniu kolejnego Światowego Spotkania Rodzin w 2021 roku w Rzymie, w piątą rocznicę „Amoris laetitia” – powiedział na zakończenie mszy św. w Phoenix Park w Dublinie kard. Kevin Farrell.  20 kwietnia 2020 r. poinformowano, że w związku z pandemią koronawirusa spotkanie zostało przełożone na czerwiec 2022 roku.